# Roșienii Mic
Roșienii Mic – wieś w Rumunii, w okręgu Aluta, w gminie Dobrun. W 2011 roku liczyła 256 mieszkańców.